# Równanie van der Waalsa

Rodzina izoterm równania van der Waalsa

Rodzina izoterm van der Waalsa na wykresie p-V-T

Izotermy równania van der Waalsa. K – punkt krytyczny, FG – przemiana fazowa ciecz-gaz przy stałym ciśnieniu.

Równanie van der Waalsa – równanie stanu gazu wiążące parametry stanu gazu (ciśnienie {\displaystyle p,} objętość {\displaystyle V} i temperaturę {\displaystyle T}).
Wyprowadzone przez Johannesa van der Waalsa w roku 1873 jako rozszerzenie równania stanu gazu idealnego (równanie Clapeyrona), van der Waals wprowadził poprawkę uwzględniającą objętość cząsteczek gazu {\displaystyle b} oraz oddziaływanie wzajemne cząsteczek gazu {\displaystyle a/V^{2}}. Równanie van der Waalsa jest równaniem sześciennym ze względu na objętość {\displaystyle V.}
Najczęściej podawane jest dla objętości molowej gazu (dla 1 mola gazu {\displaystyle V=V_{\mathrm {m} }})
{\displaystyle \left(p+{\frac {a}{V_{\mathrm {m} }^{2}}}\right)(V_{\mathrm {m} }-b)=RT,}
gdzie:
{\displaystyle a} – stała charakterystyczna dla danego gazu, uwzględniająca oddziaływanie między cząsteczkami gazu (cząsteczki gazu przyciągają się, w wyniku czego rzeczywiste ciśnienie gazu na ścianki naczynia jest mniejsze niż w przypadku, gdyby tego oddziaływania nie było),
{\displaystyle b} – stała charakterystyczna dla danego gazu, uwzględniająca skończone rozmiary cząsteczek, ma wymiar objętości, przez co uznawana jest za objętość mola cząsteczek gazu,
{\displaystyle p} – ciśnienie,
{\displaystyle V_{\mathrm {m} }=V/n} – objętość molowa,
{\displaystyle V} – objętość,
{\displaystyle n} – liczność materii. liczba moli,
{\displaystyle T} – temperatura bezwzględna,
{\displaystyle R} – uniwersalna stała gazowa.
Parametry {\displaystyle a} i {\displaystyle b,} zgodnie z teorią, powinny być związane z parametrami punktu krytycznego gazu, zwanymi też stałymi krytycznymi, które mogą być też w zastosowaniach praktycznych traktowane jako parametry dopasowania (zob. zasada stanów odpowiadających sobie). W punkcie krytycznym styczna do wykresu {\displaystyle p=\operatorname {f} (v)} jest pozioma (pochodna {\displaystyle \operatorname {d} p/\operatorname {d} v=0,} zob. punkt przegięcia i ekstremum funkcji)
{\displaystyle a={\frac {27R^{2}T_{\mathrm {c} }^{2}}{64p_{\mathrm {c} }}}}   oraz   {\displaystyle b={\frac {RT_{\mathrm {c} }}{8p_{\mathrm {c} }}},}
gdzie:
{\displaystyle T_{\mathrm {c} }} – temperatura krytyczna,
{\displaystyle p_{\mathrm {c} }} – ciśnienie krytyczne.
Dla dowolnej liczby moli gazu {\displaystyle n} w objętości {\displaystyle V} równanie van der Waalsa przybiera postać:
{\displaystyle \left(p+n^{2}{\frac {a}{V^{2}}}\right)(V-nb)=nRT.}
Równanie van der Waalsa stanowi na ogół bardzo dobre przybliżenie równania stanu gazów rzeczywistych, szczególnie dla dużych ciśnień i w warunkach temperatury i ciśnienia zbliżonych do parametrów skraplania gazu i powyżej.
Jeśli można zaniedbać oddziaływanie między cząsteczkami {\displaystyle (a=0)} i rozmiary samych cząsteczek {\displaystyle (b=0),} czyli traktować gaz jako gaz doskonały, to równanie van der Waalsa przechodzi w równanie Clapeyrona. Bardziej ogólnym równaniem opisującym gazy rzeczywiste jest wirialne równanie stanu gazu.